# Roland Freisler

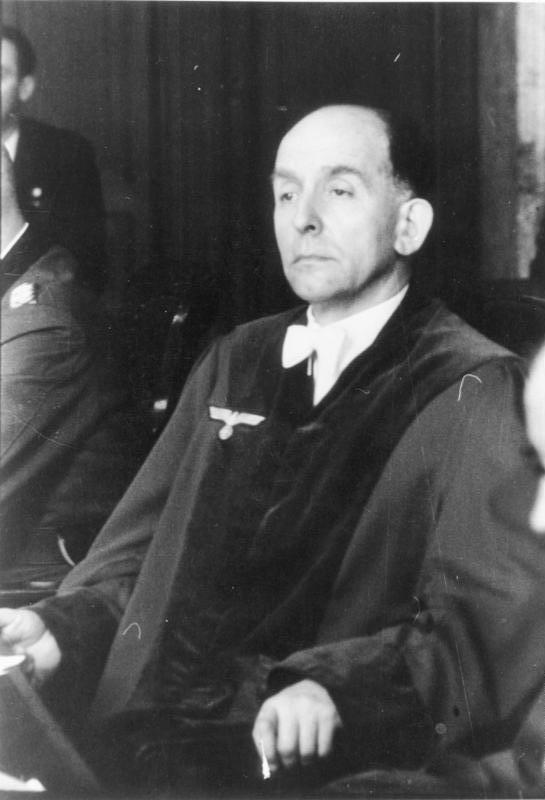
Roland Freisler (1944)

Roland Freisler (30 tháng 10 năm 1893 ở Celle - 3 tháng 2 năm 1945 ở Berlin) là một luật gia người Đức, bắt đầu sự nghiệp dưới thời Cộng hòa Weimar và đạt được đỉnh cao dưới thời Đức Quốc xã. Từ tháng 8 năm 1942 cho tới khi chết, ông là chủ tịch tòa án đặc biệt mà được lập ra năm 1934, một tòa án tối cao của Đức Quốc xã để xử những vụ án chính trị quan trọng.
Freisler được cho là thẩm phán nổi tiếng nhất và xấu xa nhất dưới thời Đức Quốc xã. Ông chịu trách nhiệm cho 2600 án tử hình trong các vụ án mà ông xét xử, trong đó có nhiều phiên tòa dàn dựng mà bản án đã được định sẵn từ ban đầu. Thí dụ điển hình là vụ án 1943 chống lại các thành viên của nhóm phản kháng Hoa hồng trắng mà ông là chủ trì, theo đó ông đã xử tử hình anh em Hans và Sophie Scholl (Anh em nhà Scholl) cũng như những người khác, cũng như là vụ án âm mưu ám sát Hitler ngày 20 tháng 7 năm 1944.
Với thái độ nóng giận bất chợt và lối thực hiện một phiên án, mà hạ phẩm giá của bị cáo, Freisler được xem là một thí dụ tiêu biểu cho việc bóp méo luật pháp của ngành tư pháp để phục vụ chế độ Quốc xã.
Freisler chết vì bị trúng mảnh bom trong một cuộc thả bom của Hoa Kỳ xuống Berlin vào ngày 3 tháng 2 năm 1945, khi ông đi xuống hầm chống bom của tòa án đặc biệt ở đường Bellevuestraße 15.